# Picton (Penal-Debe)
Picton es una localidad de Trinidad y Tobago, que forma parte de la región de Penal-Debe.

## Geografía
La localidad abarca parte de la isla Trinidad y limita al norte con Golconda y Friendship, al sur con Monkey Town, al este con Friendship y Monkey Town y al oeste con Diamond y Monkey Town.

## Demografía
Datos demográficos de la localidad de Picton:
| Gráfica de evolución demográfica de Picton entre 2000 y 2011 |
|                                                              |